# Acmella (plant)
Acmella is een geslacht uit de composietenfamilie (Asteraceae). De soorten komen voor in (sub)tropische gebieden op het Amerikaanse continent.

## Soorten
- Acmella alba (L'Hér.) R.K.Jansen
- Acmella alpestris (Griseb.) R.K.Jansen
- Acmella bellidioides (Sm.) R.K.Jansen
- Acmella brachyglossa Cass.
- Acmella calva (DC.) R.K.Jansen
- Acmella caulirhiza Delile
- Acmella ciliata (Kunth) Cass.
- Acmella darwinii (D.M.Porter) R.K.Jansen
- Acmella decumbens (Sm.) R.K.Jansen
- Acmella filipes (Greenm.) R.K.Jansen
- Acmella glaberrima (Hassl.) R.K.Jansen
- Acmella grandiflora (Turcz.) R.K.Jansen
- Acmella grisea (Chodat) R.K.Jansen
- Acmella iodiscaea (A.H.Moore) R.K.Jansen
- Acmella kalelii M.M.Campos, C.F.Hall & J.U.Santos
- Acmella leptophylla (DC.) R.K.Jansen
- Acmella leucantha (Kunth) R.K.Jansen
- Acmella lundellii R.K.Jansen
- Acmella marajoensis G.A.R.Silva & J.U.Santos
- Acmella oleracea (L.) R.K.Jansen
- Acmella paniculata (Wall. ex DC.) R.K.Jansen
- Acmella papposa (Hemsl.) R.K.Jansen
- Acmella pilosa R.K.Jansen
- Acmella poliolepidica (A.H.Moore) R.K.Jansen
- Acmella psilocarpa R.K.Jansen
- Acmella pusilla (Hook. & Arn.) R.K.Jansen
- Acmella radicans (Jacq.) R.K.Jansen
- Acmella ramosa (Hemsl.) R.K.Jansen
- Acmella repens (Walter) Rich.
- Acmella serratifolia R.K.Jansen
- Acmella sodiroi (Hieron.) R.K.Jansen
- Acmella uliginosa (Sw.) Cass.